# Vallée de Vishera
Vishera Vallis
Pour les articles homonymes, voir Vishera.
La vallée de Vishera (désignation internationale : Vishera Vallis) est une vallée située sur Vénus dans le quadrangle de Mahuea Tholus. Elle a été nommée en référence à Vishera, une légendaire fille Komi-Permyak qui s'est transformée en la rivière Vishera (en).